# 70 (број)
70 је број, нумерал и име глифа који представља тај број. 70 је природан број који се јавља после броја 69, а претходи броју 71.

## У математици
- Је сложен број, факторише се на просте чиниоце као 2 * 5 * 7 = 70

## У науци
- Је атомски број итербијума

## У религији
- Према јеврејској традицији постоје 70 основних народа и језика

## Остало
- У француском језику не постоји реч седамдесет, већ се овај број назива soixante-dix односно 60+10